# Edouard Isango Nkoyo
Edouard Isango Nkoyo (ur. 1 kwietnia 1973 w Kinszasie) – kongijski duchowny rzymskokatolicki, biskup pomocniczy kinszaski od 2023.

## Życiorys
Święcenia kapłańskie otrzymał 4 sierpnia 2002 i został inkardynowany do archidiecezji kinszaskiej. Był m.in. sekretarzem ds. akademickich, wicerektorem i rektorem kinszaskiego seminarium filozoficznego, sekretarzem i kanclerzem kurii archidiecezjalnej oraz sekretarzem wykonawczym rady biskupów prowincji Kinszasy.
15 lipca 2023 papież Franciszek mianował go biskupem pomocniczym archidiecezji kinszaskiej, ze stolicą tytularną Utimmira.